# Rauvolfia micrantha
Rauvolfia micrantha là một loài thực vật có hoa trong họ La bố ma. Loài này được Hook.f. miêu tả khoa học đầu tiên năm 1882.